# Satellite Award de la meilleure musique de film
Le Satellite Award de la meilleure musique de film (Satellite Award for Best Original Score) est une distinction cinématographique américaine décernée chaque année depuis 1997 par The International Press Academy.

## Palmarès
Note : les gagnants sont indiqués en gras.

### Années 1990
- 1997 : Le Patient anglais (The English Patient) – Gabriel Yared 
  - Hamlet – Patrick Doyle
  - Mars Attacks! – Danny Elfman
  - Michael Collins  – Elliot Goldenthal
  - Sling Blade – Daniel Lanois
- 1998 : Titanic – James Horner
  - Amistad – John Williams
  - Anastasia – David Newman
  - L.A. Confidential – Jerry Goldsmith
  - Pour une nuit... (One Night Stand) – Mike Figgis
- 1999 : La Ligne rouge (The Thin Red Line) – Hans Zimmer
  - Beloved – Rachel Portman
  - La Cité des anges (City of Angels) – Gabriel Yared
  - Pleasantville – Randy Newman
  - Il faut sauver le soldat Ryan (Saving Private Ryan) – John Williams

### Années 2000
- 2000 : Sleepy Hollow – Danny Elfman
  - La Légende du pianiste sur l'océan (La Leggenda del pianista sull'oceano) – Ennio Morricone
  - Vorace (Ravenous) – Damon Albarn et Michael Nyman
  - Le Violon rouge – John Corigliano
  - La neige tombait sur les cèdres (Snow falling on cedars) – James Newton Howard
  - Thomas Crown (The Thomas Crown Affair) – Bill Conti
- 2001 : Gladiator – Hans Zimmer
  - La Légende de Bagger Vance (The Legend of Bagger Vance) – Rachel Portman
  - Malèna – Ennio Morricone
  - L'Échange (Proof of Life) –  Danny Elfman
  - Traffic – Cliff Martinez
- 2002 : Moulin Rouge (Moulin Rouge!) – Craig Armstrong
  - Un homme d'exception (A Beautiful Mind) – James Horner
  - Hannibal – Hans Zimmer
  - La Revanche d'une blonde (Legally Blonde) – Rolfe Kent
  - Spy Game, jeu d'espions (Spy Game) – Harry Gregson-Williams
- 2003 : Frida – Elliot Goldenthal
  - 24 Hour Party People (Twenty Four Hour Party People) – Liz Gallacher
  - La 25e Heure (The 25th Hour) – Terence Blanchard
  - Pour un garçon (About a Boy) – Damon Gough
  - Oncle Roger (Roger Dodger) – Craig Wedren
- 2004 : Le Dernier Samouraï (The Last Samurai) – Hans Zimmer
  - Camp – Stephen Trask
  - Retour à Cold Mountain (Cold Mountain) – Gabriel Yared
  - Le Monde de Nemo (Finding Nemo) – Thomas Newman
  - Le Seigneur des anneaux : Le Retour du roi (The Lord of the Rings: The Return of the King) – Howard Shore
  - Les Disparues (The Missing) – James Horner
  - Pur Sang, la légende de Seabiscuit (Seabiscuit) – Randy Newman
- 2005 (janvier) : Napoleon Dynamite – John Swihart
  - Irrésistible Alfie (Alfie) – Mick Jagger, John Powell et David A. Stewart
  - Aviator (Aviator) – Howard Shore
  - Neverland (Finding Neverland) – Jan A.P. Kaczmarek
  - Les Indestructibles (The Incredibles) – Michael Giacchino
  - Spider-Man 2 – Danny Elfman
- 2005 (décembre) : Kingdom of Heaven – Harry Gregson-Williams
  - Le Secret de Brokeback Mountain (Brokeback Mountain) – Gustavo Santaolalla
  - The Constant Gardener – Alberto Iglesias
  - Les Noces funèbres – Danny Elfman
  - Mémoires d'une geisha (Corpse Bride) – John Williams
  - Sin City – Robert Rodriguez
- 2006 : Babel – Gustavo Santaolalla
  - Brick – Nathan Johnson
  - Da Vinci Code (The Da Vinci Code) – Hans Zimmer
  - Mémoires de nos pères (Flags of Our Fathers) – Clint Eastwood
  - La Vie des autres (Das Leben der Anderen) – Gabriel Yared
  - Chronique d'un scandale (Notes on a Scandal) – Philip Glass
- 2007 : Les Cerfs-volants de Kaboul (The Kite Runner) – Alberto Iglesias
  - L'Assassinat de Jesse James par le lâche Robert Ford (The Assassination of Jesse James by the Coward Robert Ford) – Nick Cave
  - The Lookout – James Newton Howard
  - Les Promesses de l'ombre (Eastern Promises) – Howard Shore
  - Ratatouille – Michael Giacchino
  - Reviens-moi (Atonement) – Dario Marianelli
- 2008 : Slumdog Millionaire – A.R. Rahman
  - Australia – David Hirschfelder
  - Horton (Dr Seuss' Horton Hears a Who!) – John Powell
  - Harvey Milk (Milk) – Danny Elfman
  - Quantum of Solace – David Arnold
  - WALL-E – Thomas Newman
- 2009 : In the Air (Up In The Air) – Rolfe Kent
  - Public Enemies – Elliot Goldenthal
  - Là-haut (Up) – Michael Giacchino
  - Max et les Maximonstres (Where the  Wild Things Are) – Carter Burwell  et Karen O
  - The Informant! – Marvin Hamlisch
  - Amelia – Gabriel Yared

### Années 2010
- 2010 : Inception – Hans Zimmer
  - Harry Potter et les Reliques de la Mort (Harry Potter and the Deathly Hallows) – Alexandre Desplat
  - Unstoppable – Harry Gregson-Williams
  - Black Swan – Clint Mansell
  - Salt – James Newton Howard
  - 127 Heures (127 Hours) – A. R. Rahman
  - The Social Network – Trent Reznor et Atticus Ross
  - Twilight, chapitre III : Hésitation (The Twilight Saga: Eclipse) – Howard Shore

- 2011[2] : Soul Surfer – Marco Beltrami
  - Drive – Cliff Martinez
  - Harry Potter et les Reliques de la Mort – 2e partie (Harry Potter and the Deathly Hallows – Part 2) – Alexandre Desplat
  - Super 8 – Michael Giacchino
  - Cheval de guerre (War Horse) – John Williams
  - De l'eau pour les éléphants (Water for Elephants) – James Newton Howard

- 2012[3] : Argo – Alexandre Desplat
  - Anna Karénine (Anna Karenina) – Dario Marianelli
  - Les Bêtes du Sud sauvage (Beasts of the Southern Wild) – Benh Zeitlin et Dan Romer
  - Lincoln – John Williams
  - The Master – Jonny Greenwood
  - Skyfall – Thomas Newman

- 2014 : Gravity – Steven Price
  - Her – Arcade Fire
  - Philomena – Alexandre Desplat
  - Twelve Years a Slave – Hans Zimmer
  - La Vie rêvée de Walter Mitty (The Secret Life of Walter Mitty) – Theodore Shapiro
  - La Voleuse de livres (The Book Thief) – John Williams

- 2015 : Birdman – Antonio Sánchez
  - Imitation Game (The Imitation Game) – Alexandre Desplat
  - Fury – Steven Price
  - Gone Girl – Trent Reznor et Atticus Ross
  - Interstellar – Hans Zimmer
  - Le Juge (The Judge) – Thomas Newman

- 2016 : Carol – Carter Burwell
  - Danish Girl – Alexandre Desplat
  - Seul sur Mars (The Martian) – Harry Gregson-Williams
  - Spectre – Thomas Newman
  - Spotlight – Howard Shore
  - Vice-versa (Inside Out) – Michael Giacchino

- 2017 : La La Land – Justin Hurwitz
  - Le Bon Gros Géant – John Williams
  - Tu ne tueras point – Rupert Gregson-Williams
  - Les figures de l'ombre – Hans Zimmer, Pharrell Williams et Benjamin Wallfisch
  - Le Livre de la jungle – John Debney
  - Manchester by the Sea – Lesley Barber

- 2018 : Wonder Woman – Rupert Gregson-Williams
  - Les Heures sombres (Darkest Hour) – Dario Marianelli
  - Dunkerque (Dunkirk) – Hans Zimmer
  - La Forme de l'eau (The Shape of Water) – Alexandre Desplat
  - La Planète des singes : Suprématie (War for the Planet of the Apes) – Michael Giacchino
  - Le Musée des Merveilles (Wonderstruck) – Carter Burwell

- 2019 : First Man : Le Premier Homme sur la Lune – Justin Hurwitz
  - BlacKkKlansman : J'ai infiltré le Ku Klux Klan – Terence Blanchard
  - Colette – Thomas Adès
  - Si Beale Street pouvait parler (If Beale Street Could Talk) – Nicholas Britell
  - Les Frères Sisters (The Sisters Brothers) – Alexandre Desplat
  - Les Veuves (Widows) – Hans Zimmer

### Années 2020
- 2020 : Joker – Hildur Guðnadóttir
  - 1917 – Thomas Newman
  - Le Mans 66 – Marco Beltrami et Buck Sanders
  - Harriet – Terence Blanchard
  - The Irishman – Robbie Robertson
  - Marriage Story – Randy Newman

- 2021 : The Midnight Sky – Alexandre Desplat
  - Mank  – Trent Reznor et Atticus Ross
  - Minari – Emile Mosseri
  - La Mission (News of the World) – James Newton Howard
  - One Night in Miami – Terence Blanchard
  - Tenet – Ludwig Göransson

- 2022 : Dune – Hans Zimmer
  - The French Dispatch – Alexandre Desplat
  - The Harder They Fall – Jeymes Samuel
  - The Last Duel – Harry Gregson-Williams
  - Madres paralelas – Alberto Iglesias
  - The Power of the Dog – Jonny Greenwood
  - Spencer – Jonny Greenwood

- 2023 : Babylon – Justin Hurwitz
  - Les Banshees d'Inisherin – Carter Burwell
  - The Fabelmans – John Williams
  - Top Gun: Maverick – Lorne Balfe, Harold Faltermeyer, Lady Gaga, Hans Zimmer
  - The Woman King – Terence Blanchard
  - Women Talking – Hildur Guðnadóttir

- 2024 : American Fiction – Laura Karpman
  - Killers of the Flower Moon – Robbie Robertson
  - Oppenheimer – Ludwig Göransson
  - Pauvres Créatures (Poor Things) – Jerskin Fendrix
  - Le Cercle des neiges – Michael Giacchino
  - Spider-Man: Across the Spider-Verse – Daniel Pemberton

- 2025 : Emilia Pérez – Clément Ducol et Camille
  - The Brutalist – Daniel Blumberg
  - Conclave – Volker Bertelmann
  - Dune, deuxième partie (Dune: Part Two) – Hans Zimmer
  - La Chambre d'à côté (The Room Next Door) – Alberto Iglesias
  - Le Robot sauvage (The Wild Robot) – Kris Bowers